# Океанічна котловина

Структурні елементи будови дна Світового океану

Океані́чна котлови́на (англ. oceanic basin) — замкнуте зниження дна океану з глибинами не менше 3500 м, зазвичай має ізометричні (округлі) обриси. Розрізняють улоговини перехідної зони і улоговини ложа океану. 
Великі западини, обмежені материковим схилом, підводними хребтами, валами та височинами.
Океанічні улоговини  (басейни) покривають 50% поверхні Землі (приблизно 70% дна океану).
Вони можуть з'єднуватися одна з одною глибокими проходами. Середні глибини котловин ложа океану близько 5000 м. Дно котловин на 80 % характеризується горбисто-абісальним рельєфом з коливаннями висот порядку 500—1000 м. Іноді термін застосовують до найбільших від'ємних елементів рельєфу Землі, які заповнені океанічними водами.
Найбільшими підводними улоговинами вважаються Південно-Тихоокеанська котловина, Північно-Американська котловина та Північно-Африканська котловина.